# Irene (mitología)

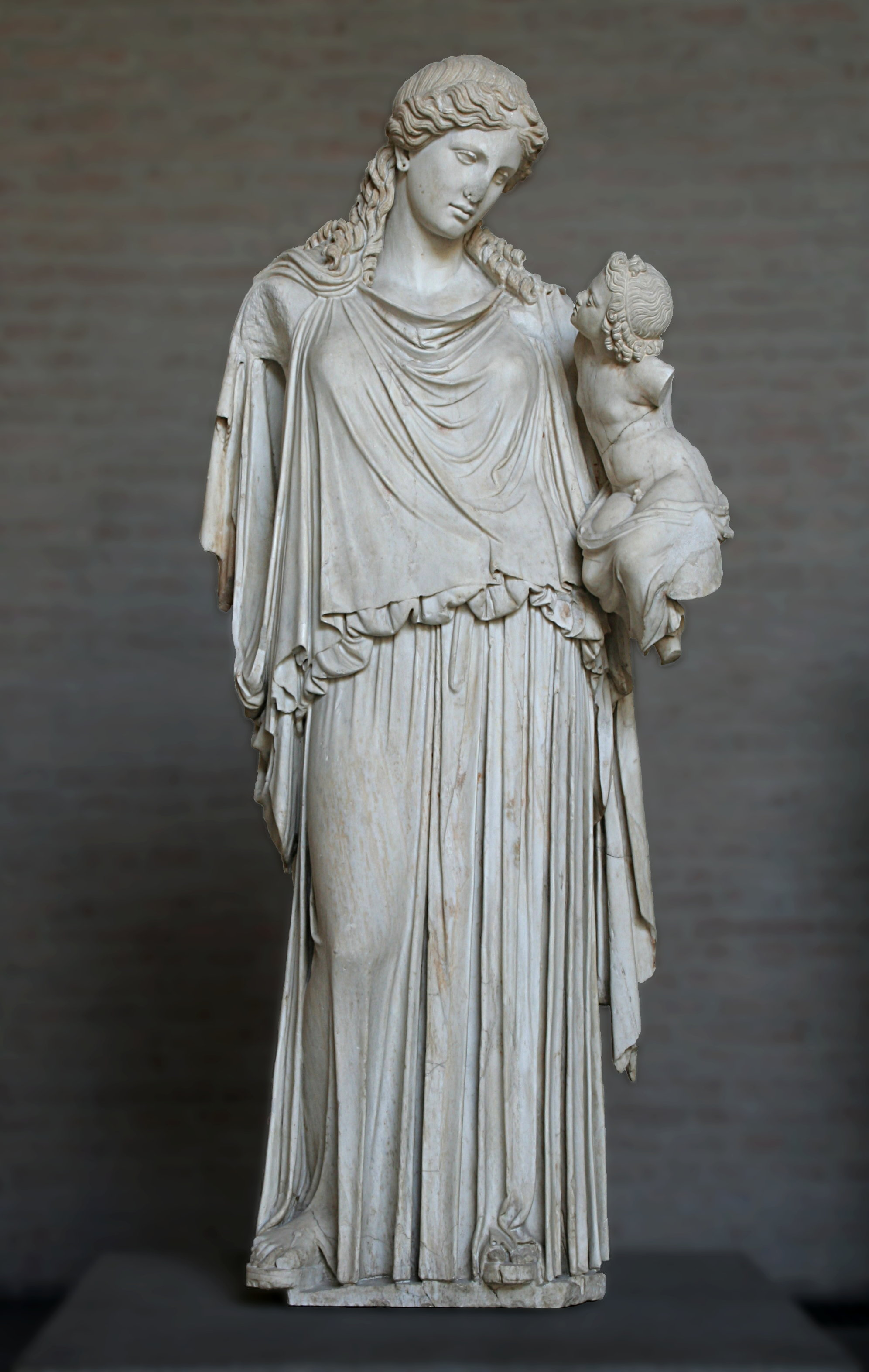
Estatua de Irene con Pluto. Esculpida por Cefisodoto en Atenas, 370 a. C.

Irene o Eirene (en griego: Ἐιρήνη, Eirḗnē),  en la mitología griega, es la diosa y personificación de la «paz». Es una de las tres Horas, hijas de Zeus y Temis. Está representada en el arte como una joven y bella mujer llevando una cornucopia, un cetro y una antorcha o ritón. No tiene mitos propios. También se la puede representar con una corona de flores, una rama de olivo en la mano y una paloma más una cornucopia en la otra, o también (como se puede observar en la foto), con Pluto, dios de la riqueza, en brazos. 
En la mitología romana su equivalente es la diosa Pax.